# Гаплогруппа J1d (мтДНК)
Гаплогруппа J1d — гаплогруппа митохондриальной ДНК человека.

## Субклады
- J1d
  - J1d1
  - J1d2
  - J1d3
  - J1d4
  - J1d6
  - J1d7
  - J1d8
  - J1d9
  - J1d10
  -  J1d-a
    -  J1d5

## Распространение
Иран (352) – 1,7 %
- азербайджанцы (22) – 4,55 %
- кашкайцы (112) – 4,46 %

## Палеогенетика

### Халколит
- I2921 | TH16-11, 33-16-11, Period 1 — Тепе-Гиссар C — Дамган (шахрестан), Семнан (остан), Иран — 3656-3526 calBCE (4820±30 BP, PSUAMS-1912) — Ж — J1d.[2]

### Железный век
Железный век Британии
- Heslington1 — Heslington Brain — Йорк, Норт-Йоркшир, Англия, Великобритания — 673–482 BC (OxA-20677; 2469 ± 34 bp) — J1d.[3]

### Средние века
Викинги
- VK474 | Gotland_Kopparsvik-137 — Kopparsvik — Висбю, Готланд, Швеция — 900–1050 CE — М — E1b1b1b2a1a4 # J1d.[4]

Средневековая Италия
- Petrarca1 (Франческо Петрарка) — Chiesa di Santa Maria Assunta (Arquà Petrarca) — Аркуа-Петрарка, Падуя (провинция), Венеция, Италия — XIV в. — J1d[5].[6]

## Публикации
2007
- Caramelli D, Lalueza-Fox C, Capelli C; et al. (Ноябрь 2007). Genetic analysis of the skeletal remains attributed to Francesco Petrarca. Forensic Science International. 173 (1): 36–40. doi:10.1016/j.forsciint.2007.01.020. PMID 17320326. {{cite journal}}: Явное указание et al. в: |author= (справка)Википедия:Обслуживание CS1 (множественные имена: authors list) (ссылка)

2011
- Sonia O’Connor; Esam Ali; Salim Al-Sabah; et al. (Июль 2011). Exceptional preservation of a prehistoric human brain from Heslington, Yorkshire, UK. Journal of Archaeological Science. 38 (7): 1641–1654. doi:10.1016/j.jas.2011.02.030.

2013
- Derenko M, Malyarchuk B, Bahmanimehr A, Denisova G, Perkova M, Farjadian S, Yepiskoposyan L (Ноябрь 2013). Complete Mitochondrial DNA Diversity in Iranians. PLOS One. 8 (11): e80673. doi:10.1371/journal.pone.0080673. PMC 3828245. PMID 24244704.{{cite journal}}:  Википедия:Обслуживание CS1 (множественные имена: authors list) (ссылка) Википедия:Обслуживание CS1 (не помеченный открытым DOI) (ссылка)

2019
- Narasimhan V.; Patterson N.; Moorjani P; et al. (Сентябрь 2019). The formation of human populations in South and Central Asia. Science. 365 (6457). doi:10.1126/science.aat7487. PMC 6822619. PMID 31488661.

2020
- Margaryan A, Lawson DJ, Sikora M; et al. (Сентябрь 2020). Population genomics of the Viking world. Nature. 585 (7825): 390–396. doi:10.1038/s41586-020-2688-8. PMID 32939067. {{cite journal}}: Явное указание et al. в: |author= (справка)Википедия:Обслуживание CS1 (множественные имена: authors list) (ссылка)